# Communauté d’agglomération La Riviéra du Levant
Die Communauté d’agglomération La Riviéra du Levant ist ein Gemeindeverband mit der Rechtsform einer Communauté d’agglomération im französischen Überseedépartement Guadeloupe. Sie wurde am 1. Januar 2014 gegründet und umfasst vier Gemeinden. Der Sitz befindet sich in Le Gosier.

## Mitgliedsgemeinden
| Gemeinde                                        | Einwohner 1. Januar 2022 | Fläche km² | Dichte Einw./km² | Code INSEE | Postleitzahl |
| ----------------------------------------------- | ------------------------ | ---------- | ---------------- | ---------- | ------------ |
| La Désirade                                     | 1.349                    | 21,12      | 64               | 97110      | 97127        |
| Le Gosier                                       | 27.205                   | 45,20      | 602              | 97113      | 97190        |
| Saint-François                                  | 13.249                   | 61,00      | 217              | 97125      | 97118        |
| Sainte-Anne                                     | 24.415                   | 80,29      | 304              | 97128      | 97180        |
| Communauté d’agglomération La Riviéra du Levant | 66.218                   | 207,61     | 319              | –          | –            |